# LaSalle (Ontario)
Pour les articles homonymes, voir La Salle.
LaSalle est une ville dans le comté d'Essex de la province canadienne d'Ontario. Elle est située à la rive du sud de la rivière Détroit. Elle est nommée en l'honneur de l'explorateur français René-Robert Cavelier de La Salle.

## Histoire
La ville de LaSalle fut fondée en même temps que Windsor en 1749. Elle a une importante communauté de Franco-Ontariens, dont environ 700 francophones de naissance et environ 3 000 personnes bilingues français-anglais, soit 11 % de la population.

## Personnalité de LaSalle
- Paul Lucier (1930-1999) Maire de Whitehorse et sénateur canadien.

## Démographie
| 2001   | 2006   | 2011   | 2016   |
| ------ | ------ | ------ | ------ |
| 25 285 | 27 652 | 28 643 | 30 180 |